# Darius D. Hare
Darius Dodge Hare (9 de enero de 1843 – 10 de febrero de 1897) fue soldado, abogado y Representante estadounidense por Ohio. 
Nacido cerca de Adrian, Ohio, Hare asistió a las escuelas comunes. En marzo de 1864 se alistó como soldado raso durante la Guerra Civil, en el Cuerpo de Señales del Ejército de la Unión, donde sirvió durante el conflicto. Terminó su servicio en el ejército en 1865 y regresó a su casa.
Después de la guerra, Hare asistió a la Universidad de Derecho de Míchigan. Fue admitido al Colegio de Abogados en septiembre de 1867 y comenzó sus prácticas en  Carey, Ohio.  Se mudó a  Upper Sandusky en mayo de 1868 y fue elegido alcalde de esta ciudad de 1872 a 1882.
Hare fue elegido como Demócrata en el 52.º y 53.º Congresos (4 de marzo de 1891 – 3 de marzo de 1895). No se presentó a la reelección. 
Continuó ejerciendo la abogacía hasta su muerte en Upper Sandusky el 10 de febrero de 1897. Fue enterrado en el Cementerio de Oak Hill. 